# Ель-Махалла-ель-Кубра
Ель-Махалла-ель-Кубра — місто в Єгипті, найбільше місто губернаторства Гарбія. Розташоване в дельті Нілу, на березі Дум'ятського рукаву. Ель-Махалла-ель-Кубра — велике індустріальне місто, найбільше відоме як центр текстильної промисловості; найбільше місто губернаторства Гарбія. Населення становить приблизно 442 000 осіб.

## Історія
Місто відоме з часів фараонів під назвою Дідосія, що означає «коноплі» або «прядиво». Місто було значним культурним центром аж до коптської і римської епох. До завоювання арабами Єгипту мало значення як центр виробництва тканин і одягу.
Після завоювання арабами отримав свою нинішню назву — Ель-Махалла-ель-Кубра.
У 1320 р. місто стало центром Західного регіону, який включав сучасну провінцію Кафр Ель-Шейх і деякі області провінції Ад-Дакалія.

## Населення
| Перепис 1976 | 292.853 |
| Перепис 1986 | 358.844 |
| Перепис 1996 | 395.402 |
| Перепис 2006 | 442.884 |
| Перепис 2008 | 450.833 |

Друге за значенням і перше за населенням місто в губернаторстві Гарбія. Населення разом з передмістями — 1000,2 тис. осіб (2001).
Відсоток безграмотного населення — 37 %.
Велика частина населення працює в текстильній промисловості. Також значна частина населення зайнята у сфері торгівлі і освіти.

## Освіта
Окрім безлічі початкових шкіл, у місті є близько 6 середніх шкіл і 5 училищ.

## Засоби масової інформації
Є два телевізійні канали: загальний шостий канал для Дельти і місцевий канал.

## Транспорт
У місті є залізнична станція, аеропорт. Ель-Махалла-ель-Кубра — важливий вузол автодоріг.

## Промисловість
Ель-Махалла-ель-Кубра — потужний центр прядильної і текстильної (головним чином бавовняної) промисловості.